# みてハッスルきいてハッスル
みてハッスル きいてハッスルは、NHK教育テレビジョンで2004年4月5日から2009年3月9日まで放送していた学校放送番組。

## 概要
LD（学習障害）、ADHD（注意欠陥・多動性障害）、高機能自閉症などの子供たちを支援する番組。NHK大阪放送局制作。
「月影」と「花影」2つの流派の忍者が、日本中のあちこちに眠っている「伝説の巻物」をめぐって争奪戦を繰り広げるのが基本的な流れである。メインストーリーのほかにも、シルエット当てクイズや、アニメ「どうする？ゆうきくん」などのミニコーナーを挟みつつ構成されている。
過去3回、特別番組が放送された。

## 放送時間
| 期間                        | 放送時間           |
| --------------------------- | ------------------ |
| 2004年4月5日 - 2009年3月9日 | 月曜日9:45 - 10:00 |

## 登場人物

### 月影流忍者
大阪城の地下を隠れ家とする忍者たち。
- ツバサ（上仲百波）

2代目主人公の少年。シローに比べると精神年齢は上だが、考えるよりもまず行動派のため、初代主人公のサトルに比べて無鉄砲さが目立つ。
- アスカ（平田千華）

ツバサの妹。月影の中では一番しっかりしている。サエに相当するキャラだが、あちらと違い仲間との蟠りが目立つ。特にツバサとはよく喧嘩しており、なかなか息が合わない。
- レン（野田裕成）

ツバサの兄で、メンバー最年長。優しい性格だが気が弱い。サトルよりはシローに近いポジション。
- にゃるま様（声・池田秀一）

月影流のお頭。猫耳とシッポが3本付いただるまのような姿。

#### 元月影流忍者
忍術修行のため、2005年12月をもってツバサたちに交代した。
- サトル（藤井琢也）

初代主人公。長男。スポーツが得意で活発。青が基調の衣装。最年長らしくいざという時には頼りになることも多く、虫のいる橋の正体が風の橋である事を突き止めたり、花影が用意した罠を即席の仕掛けで破ったりしている。
- サエ（芝崎唯奈）

長女。いわゆる「女の子らしい」性格。ピンクが基調の衣装。真面目な性格だが、それ故に冗談が通じないなど融通が効かない欠点もある。
- シロウ（上村響）

次男。やや気が弱い。黄色が基調の衣装。食いしん坊で、ぎょうざ大王のために作ったツナコーン餃子をつまみ食いしようとしてサトルとサエに窘められたことがある。また英語の勉強をしていたサトルをサッカーに誘おうとして怒鳴られたり、サトルが怒鳴った事を謝ったのをサッカー遊びに付き合ってくれると勘違いするなど、場の空気が読めない精神面の幼さを感じさせる一面もある。

### 花影流忍者
- あやめ（中津真莉子）

花影流忍者のリーダーを務める女忍。人真似の術など忍法を使ったり、花びらとともに突如現れたりもする。かなり気が強く、自信家でもあるが、修行を通してさらに成長しているような描写もある。ふじまるやたけちよを叱るシーンが多い。少女時代は人に思ったことがはっきりと言えず悩んでいた。バレエが上手だが、料理の腕にはかなり疑問符が付く。メンバー交代が相次ぐ中、番組開始当初から登場している唯一の人間キャラクターである。
次番組『花影忍法帳コミ☆トレ』にて、花影流忍者広報誌の表紙を飾る。
次々番組『スマイル!』では2013年度第8回にてふじまると共にゲスト登場した。
- たけちよ（毛利大亮）

卒業したふじまるの代わりにあやめの相棒になった新米忍者。ヒップホップが大好きでDJが趣味。語尾に「～ちよ」を付けて話す。
- おばば様（西村頼子）

花影流のお頭。番組には数回登場。

#### 元花影流忍者
- ふじまる（鈴木ひろし）

赤髪アフロの忍者。お笑いの道で頑張るため、2007年の3月をもって花影忍者を卒業した。
こちらもあやめ同様料理の腕は良くなく、餃子の皮を何枚も破いて無駄にしてしまう有り様。
同年4月の放送でけいちとともにゲスト出演。あやめに叱られて落ち込んでいたたけちよにアドバイスをした。
あやめ同様、次々番組『スマイル!』では2013年度第8回にてゲスト登場している。

### その他
- ゲスト

花影・月影に試練を与える。たまにお笑い芸人が出るときもある。
回によってはゲストがいない時もある。

## どうする？ゆうきくん
約2分程度の短編アニメ。本編が「活動・表現技法」を扱っているのに対し、こちらは道徳やコミュニケーションをテーマにしたストーリーになっている。なお、この作品を収録したDVD版もある。
- 田中ゆうきくん（声・三田村陽斗）

緑色の髪をした、本コーナーの主人公。
- 佐藤けんたくん（声・田中貴大）

ゆうきくんの友人。髪の色は青。
- いちごちゃん（声・平田千華）

ゆうきくんの友人。髪の色は赤紫。
- あおいちゃん（声・中津真莉子）

ゆうきくんの友人。髪の色は青。ゆうきくんに砂場で声をかけられた。
- にゃるま様（声・池田秀一）

本コーナーでは声だけの出演。ゆうきくんにアドバイスをする。

## オープニングテーマ
- 雲にのろう（向風）

## 放送リスト

### 2004年度放送
| 回 | タイトル                     | 初回放送日      | 再放送日                               | 巻き物を手に入れた方 | 巻き物内容                                                                                               |
| -- | ---------------------------- | --------------- | -------------------------------------- | -------------------- | --- |
| 01 | おのれの体を知れ             | 2004年04月05日  | 2004年04月7日、12日、14日              | 月影                 | 体の大きさや、どこをさわられたかを、目で見て、しっかりと、たしかめよう                                   |
| 02 | 近づきの術をみがけ           | 2004年04月19日  | 2004年04月21日、26日、28日             | 月影                 | 自己しょうかいは声の大きさ、ひょうじょう、相手のきょりを、大切にしよう                                   |
| 03 | 耳をすましてさとれ           | 2004年05月10日  | 2004年05月12日、17日、19日             | 月影                 | 話を聞くときは最後まで聞こう。うまく聞きとれなかったときは聞き返す勇気を持とう                           |
| 04 | 言葉(コトノハ)であやつれ     | 2004年05月24日  | 2004年05月26日、31日、6月2日           | 月影                 | |
| 05 | 問答の技をみがけ             | 2004年06月07日  | 2004年06月9日、14日、16日              | 月影                 | 質問をする時は、知りたいことをハッキリさせよう。自分がわかるまで質問しよう                               |
| 06 | 語らいの術を知れ             | 2004年06月21日  | 2004年06月23日、28日、30日             | 月影                 | 話し合う時は、相手を見て、相づちを打とう。反対ばかりするのはやめよう                                     |
| 07 | おのれの体を知れ II          | 2004年07月05日  | 2004年07月7日、12日、14日              | 月影                 | |
| 08 | 耳をすましてさとれ II        | 2004年08月23日  | 2004年08月25日、30日、9月1日、6日、8日 | 花影                 | 大勢の人の中で話しを聞く時は、近づいて相手を見よう。よけいな音はなるべくへらそう。                       |
| 09 | 人の心をのぞけ               | 2004年09月13日  | 2004年09月15日、22日                   | 月影                 | 気持ちを知るには口やまゆ毛の角度に注目しよう。表情が同じでもまわりの様子によって気持ちが違うことがある。 |
| 10 | 別人になりすませ             | 2004年09月27日  | 2004年09月29日、10月4日、6日           | 花影                 | 相手の立場にたって気持ちを考えよう。言われて「うれしい言葉」と「いやな言葉」をみつけよう。               |
| 11 | おのれの心を知れ             | 2004年010月13日 | 2004年010月18日、20日                  | 月影                 | イライラする時は落ちつくために数を数えたり、深呼吸したり、心におまじないをかけよう。                     |
| 12 | しぐさで伝えよ               | 2004年010月25日 | 2004年010月27日、11月1日               | 月影                 | しぐさによって印象がかわる。ありがとうやごめんなさいは、相手を見て大きな声で言おう。                     |
| 13 | 相手の本性を探れ             | 2004年011月08日 | 2004年011月10日、15日、17日            | 月影                 | 相手の好きなものを調べよう。自分と同じものがあるときっとなかよくなれる。                                 |
| 14 | 先の先をよめ                 | 2004年011月22日 | 2004年011月24日、29日、12月1日         | 月影                 | 計画を立てる時はやることをひとつ、ひとつ書き出しておこう。先のことを考えて行動することができる。         |
| 15 | ターゲット(目標)をつきとめよ | 2004年012月06日 | 2004年012月8日、13日、15日             | 月影                 | 右と左がわからない時は、手に印をつけよう。体の正面を向ける方向を決めて、右と左を確かめよう。             |
| 16 | 問答の技をみがけ II          | 2005年01月12日  | 2005年01月17日、19日                   | 花影                 | 相手の特ちょうを考えて、質問しよう。メモをとると、次の質問のヒントになる。                               |
| 17 | 言葉(コトノハ)であやつれ II  | 2005年01月24日  | 2005年01月26日、31日、2月2日           | 花影                 | 相手にものを頼むときは何から伝えればいいのか考えよう。伝える内容をすべて書き出すと話す順番がわかる       |
| 18 | 相手の本性を探れ II          | 2005年02月07日  | 2005年02月9日、14日、16日              | 月影                 | |
| 19 | 語らいの術を知れ II          | 2005年02月21日  | 2005年02月23日、28日、3月2日           | 月影                 | 話し合う時は、流れにあったことを言うために、相手の話をくり返してみよう。みんなの意見は順番に聞こう。     |
| 20 | 人の心を見わけよ             | 2005年03月07日  | 2005年03月9日、14日、16日              | 月影                 | |

### 2005年度放送
| 回 | タイトル                     | 初回放送日      | 再放送日                                | 巻き物を手に入れた方 | 巻き物内容 |
| -- | ---------------------------- | --------------- | --------------------------------------- | -------------------- | --- |
| 21 | なかまをふやす技を知れ       | 2005年04月04日  | 2005年04月6日、11日、13日               | 月影                 | 仲間をふやすには、相手の顔と名前を覚えよう。顔をよく見て特ちょうを覚え、何が好きか質問してみよう。             |
| 22 | 世のおきてをさとれ           | 2005年04月18日  | 2005年04月20日、25日、27日、5月2日      | 花影                 | みんなで行動する時は、ルールを守ろう。ルールが多くて複雑な場合は、ひとつずつ覚えよう。                         |
| 23 | おのれの姿を知れ             | 2005年05月09日  | 2005年05月11日、16日、18日              | 花影                 | 背中をまっすぐにして、正しい姿勢を身につけよう。集中力がついて、かっこよく見える。                             |
| 24 | おのれの声を使いわけよ       | 2005年05月23日  | 2005年05月25日、30日、6月1日            | 月影                 | 声の大きさをビデオで確かめて、調節できるように練習しよう。口を大きくあけて、はっきり話そう。                   |
| 25 | 見つめる技をみがけ           | 2005年06月06日  | 2005年06月8日、13日、15日               | 月影                 | 見て覚えるときはまず場所や人など全体をみよう。次に色や形に注意して細かいところを順番に見ていこう。             |
| 26 | 耳でおぼえよ                 | 2005年06月20日  | 2005年06月22日、27日、29日              | 花影                 | 話を聞いて覚えるときはいつ、どこで、だれが、何をしたに注意しよう。大事な言葉をメモしよう。                     |
| 27 | 時の流れをつかめ             | 2005年07月04日  | 2005年07月6日、11日、13日               | 月影                 | 時間の感覚を身につけるには、時計を見たり、タイマーを使おう。時間内で作業するには、とちゅうで時間を確かめよう。 |
| 28 | おのれの本性を知れ           | 2005年08月22日  | 2005年08月24日、29日、31日、9月5日、7日 | 花影                 | 自分ではイヤだと思っていても、見方を変えるといい所がみつかる。自分のいい所を友達や周りの人に教えてもらおう。   |
| 29 | おぼえる力を高めよ           | 2005年09月12日  | 2005年09月14日、21日                    | 月影                 | 必要なもののリストを作って、カバンに入れたか確かめよう。しまう場所を決めておくと、物がなくならない。           |
| 30 | 心のうちを伝えよ             | 2005年09月26日  | 2005年09月28日、10月3日、5日            | 花影                 | 自分の意見をはっきり言うと、相手に伝わっていいことがある。意見とその理由を紙に書くと、伝えやすくなる。         |
| 31 | 指先の技をみがけ             | 2005年010月12日 | 2005年010月17日、19日                   | 月影                 | ものをなぞって線を引くときは、なぞるものを固定しよう。ハサミを使って切るときは、ひじをついて安定させよう。     |
| 32 | なかまとともに動け           | 2005年010月24日 | 2005年010月26日、31日、11月2日          | 両方                 | |
| 33 | おのれの心をあやつれ         | 2005年011月07日 | 2005年011月9日、14日、16日              | 花影                 | |
| 34 | 言葉(コトノハ)で伝えよ       | 2005年011月21日 | 2005年011月28日、30日                   | 月影                 | |
| 35 | 問答の技を高めよ             | 2005年012月05日 | 2005年012月7日、12日、14日              | 月影                 | |
| 36 | しぐさを読みとれ             | 2006年01月11日  | 2006年01月16日、18日                    | 月影                 | |
| 37 | 身のまわり美しくせよ         | 2006年01月23日  | 2006年01月25日、30日、2月1日            | 花影                 | 使ったものは、ちゃんと元の場所にもどしておこう。片付けておくと、あとで使いやすい。                             |
| 38 | ターゲット(目標)へみちびけ   | 2006年02月06日  | 2006年02月8日、13日、15日               | 月影                 | |
| 39 | 言葉(コトノハ)を使う時を知れ | 2006年02月20日  | 2006年02月22日、27日、3月1日            | 月影                 | |
| 40 | 言葉(コトノハ)の意味をさとれ | 2006年03月06日  | 2006年03月8日、13日、15日               | 花影                 | 「もしも」や「たら」という言葉には気をつけよう。その通りになる場合とならない場合の両方を考えよう。             |

### 2006年度放送
| 回 | タイトル                           | 初回放送日      | 再放送日                                | 巻き物を手に入れた方 | 巻き物内容                                                                                         |
| -- | ---------------------------------- | --------------- | --------------------------------------- | -------------------- | -------------------------------------------------------------------------------------------------- |
| 41 | あいさつの技をみがけ               | 2006年04月10日  | 2006年04月12日、17日、19日              | 月影                 | あいさつを積極的にしよう。相手の目を見て、笑顔であいさつをすると、おたがいに気持ちがいい。         |
| 42 | なかま入りの術を知れ               | 2006年04月24日  | 2006年04月26日、5月1日、8日、10日       | 両方                 | |
| 43 | 読み書きの技を高めよ I             | 2006年05月15日  | 2006年05月17日、22日、24日              | 月影                 | |
| 44 | 読み書きの技を高めよ II            | 2006年05月29日  | 2006年05月31日、6月5日、7日             | 花影                 | |
| 45 | 目をきたえよ                       | 2006年06月12日  | 2006年06月14日、19日、21日              | 月影                 | |
| 46 | おのれの役目を知れ                 | 2006年06月26日  | 2006年06月28日、7月3日、5日             | 花影                 | |
| 47 | おおぜいの中で聞きとれ             | 2006年07月10日  | 2006年07月12日、19日                    | 月影                 | |
| 48 | 顔で気持ちを語れ                   | 2006年08月21日  | 2006年08月23日、28日、30日、9月4日、6日 | 月影                 | |
| 49 | ターゲット(目標)への道を知れ       | 2006年09月11日  | 2006年09月13日、20日                    | 花影                 | |
| 50 | わすれずに伝えよ                   | 2006年09月25日  | 2006年09月27日、10月2日、4日            | 月影                 | 伝言を伝えわすれるとトラブルを起こす。伝言があることをわすれないように、道具を使ってくふうしよう。 |
| 51 | 待つ心を知れ                       | 2006年010月11日 | 2006年010月16日、18日                   | 月影                 | |
| 52 | 話のながれを読みとれ               | 2006年010月23日 | 2006年010月25日、30日、11月1日          | 花影                 | |
| 53 | 変化においつけ                     | 2006年011月06日 | 2006年011月8日、13日、15日              | 花影                 | |
| 54 | 形のちがいを見ぬけ                 | 2006年011月20日 | 2006年011月22日、27日、29日             | 月影                 | |
| 55 | 身のまわりをととのえよ             | 2006年012月04日 | 2006年012月6日、11日、13日              | 花影                 | |
| 56 | 数をあやつれ                       | 2007年01月10日  | 2007年01月15日、17日                    | 月影                 | |
| 57 | しぐさの意味をさとれ               | 2007年01月22日  | 2007年01月24日、29日、31日              | 花影                 | |
| 58 | ゆたかに伝えよ                     | 2007年02月05日  | 2007年02月7日、14日                     | 月影                 | |
| 59 | 言葉(コトノハ)のたとえを身につけよ | 2007年02月19日  | 2007年02月21日、26日、28日              | 月影                 | |
| 60 | なかまを大切にせよ                 | 2007年03月05日  | 2007年03月7日、12日、14日               | 花影                 | |

### 2007年度放送
| 回 | タイトル                 | 初回放送日      | 再放送日                               | 巻き物を手に入れた方 | 巻き物内容                                                                                                   |
| -- | ------------------------ | --------------- | -------------------------------------- | -------------------- | --- |
| 61 | 近づきの技をみがけ       | 2007年04月09日  | 2007年4月11日、16日、18日              | 月影                 | |
| 62 | 心して聞き取れ           | 2007年04月23日  | 2007年4月25日、5月2日、7日、9日        | 花影                 | |
| 63 | 落ち着きの術を知れ 前編  | 2007年05月14日  | 2007年5月16日、21日、23日              | 月影                 | よけいなものを片付けて、落ち着ける環境を作ろう。声のかけ方を工夫することで、もっと集中できる。               |
| 64 | 落ち着きの術を知れ 後編  | 2007年05月28日  | 2007年5月30日、6月4日、6日             | 花影                 | 次に何をするか、見通しを伝えておくと落ち着きやすい。見通しは絵や理由とともに説明するとよりわかりやすい。     |
| 65 | 聞いておぼえよ           | 2007年06月11日  | 2007年6月13日、18日、20日              | 花影                 | |
| 66 | 見る力を高めよ           | 2007年06月25日  | 2007年6月27日、7月2日、4日             | 月影                 | 注意して見る練習をしよう。ちがいを見つけるときは全体だけでなく、部分に注目して順番にくらべよう。             |
| 67 | 見通しを立てる技をみがけ | 2007年07月09日  | 2007年7月11日、18日                    | 花影                 | |
| 68 | 気持ちをおさえる術を知れ | 2007年08月20日  | 2007年8月22日、27日、29日、9月3日、5日 | 月影                 | |
| 69 | 約束わすれることなかれ   | 2007年09月10日  | 2007年9月12日、19日                    | 月影                 | |
| 70 | 言葉(コトノハ)で伝えよ   | 2007年09月26日  | 2007年10月1日、3日                     | 花影                 | |
| 71 | 語らいのルールを知れ I   | 2007年010月10日 | 2007年10月15日、17日                   | 月影                 | |
| 72 | 言葉の力を知れ           | 2007年010月22日 | 2007年10月24日、29日、31日             | 花影                 | |
| 73 | 気持ちを読みとれ         | 2007年011月05日 | 2007年11月7日、12日、14日              | 月影                 | |
| 74 | 相手との違いを知れ       | 2007年011月19日 | 2007年11月21日、26日、28日             | 花影                 | 人の好きなことが自分とちがっても、興味を持ってみよう。得意なこと苦手なことは、みんなちがうから助けあえる。   |
| 75 | 指先をあやつれ           | 2007年012月03日 | 2007年12月5日、10日、12日              | 花影                 | |
| 76 | 語らいのルールを知れ II  | 2008年01月07日  | 2008年1月9日、16日                     | 月影                 | |
| 77 | 不平不満について知れ     | 2008年01月21日  | 2008年1月23日、28日、30日              | 月影                 | |
| 78 | 道具を使う術を知れ       | 2008年02月04日  | 2008年2月6日、13日                     | 花影                 | |
| 79 | おのれを信じよ           | 2008年02月18日  | 2008年2月20日、25日、27日              | 月影                 | 自分ではイヤだと思うところも、見方を変えるといいところになる。苦手な部分をおぎなって、いいところをのばそう。 |
| 80 | なかまを信じよ           | 2008年03月03日  | 2008年3月5日、10日、12日               | 両方                 | |

### 2008年度放送
| 回  | タイトル                 | 初回放送日      | 再放送日                               | 巻き物を手に入れた方 | 巻き物内容 |
| --- | ------------------------ | --------------- | -------------------------------------- | -------------------- | --- |
| 081 | 新しいなかまを作れ       | 2008年04月07日  | 2008年4月9日、14日、16日               | 月影                 | |
| 082 | 力の使い方を学べ         | 2008年04月21日  | 2008年4月23日、28日、30日、5月7日      | 花影                 | |
| 083 | 心して聞き取れ           | 2008年05月12日  | 2008年5月14日、19日、21日              | 花影                 | |
| 084 | 言葉の力を知れ           | 2008年05月26日  | 2008年5月28日、6月2日、4日             | 花影                 | |
| 085 | 言葉(コトノハ)で伝えよ   | 2008年06月09日  | 2008年6月11日、16日、18日              | 花影                 | |
| 086 | 気持ちをおさえる術を知れ | 2008年06月23日  | 2008年6月25日、30日、7月2日            | 月影                 | |
| 087 | 心配りの術を知れ         | 2008年07月07日  | 2008年7月9日、14日、16日               |                      | |
| 088 | 気持ちをともに感じよ     | 2008年08月18日  | 2008年8月20日、25日、27日、9月1日、3日 | 月影                 | |
| 089 | 落ち着きの術を知れ 前編  | 2008年09月08日  | 2008年9月10日、17日                    | 月影                 | よけいなものを片付けて、落ち着ける環境を作ろう。声のかけ方を工夫することで、もっと集中できる。                         |
| 090 | 落ち着きの術を知れ 後編  | 2008年09月22日  | 2008年9月24日、29日、10月1日           | 花影                 | 次に何をするか、見通しを伝えておくと落ち着きやすい。見通しは絵や理由とともに説明するとよりわかりやすい。               |
| 091 | 語らいのルールを知れ     | 2008年010月6日  | 2008年10月8日、15日                    | 月影                 | |
| 092 | 道具を使う術を知れ       | 2008年010月20日 | 2008年10月22日、27日、29日             | 花影                 | |
| 093 | 見通しを立てる技をみがけ | 2008年011月05日 | 2008年11月10日、12日                   | 花影                 | |
| 094 | 約束わすれることなかれ   | 2008年011月17日 | 2008年11月19日、26日                   | 月影                 | |
| 095 | おのれで選べ             | 2008年012月01日 | 2008年12月3日、8日、10日               | 月影                 | |
| 096 | 気持ちを読みとれ         | 2009年01月05日  | 2009年1月7日、14日                     | 月影                 | |
| 097 | 見る力を高めよ           | 2009年01月19日  | 2009年1月21日、26日、28日              | 月影                 | 注意して見る練習をしよう。ちがいを見つけるときは全体だけでなく、部分に注目して順番にくらべよう。                       |
| 098 | 相手とのちがいを知れ     | 2009年02月02日  | 2009年2月4日、9日                      | 花影                 | 人の好きなことが自分とちがっても、興味を持ってみよう。得意なこと苦手なことは、みんなちがうから助けあえる。             |
| 099 | おのれを信じよ           | 2009年02月16日  | 2009年2月18日、23日、25日              | 月影                 | 自分ではイヤだと思うところも、見方を変えるといいところになる。苦手な部分をおぎなって、いいところをのばそう。           |
| 100 | 新しいことに挑戦せよ     | 2009年03月02日  | 2009年3月4日、9日、11日                | 両方                 | だれでも失敗することはある。たとえ失敗しても、新しいことに勇気を出してちょう戦してみよう。失敗は成功につながっている。 |

## 特別番組

### 特別番組
| 回 | タイトル                                             | 初回放送日    | 再放送日               | ゲスト                                                                |
| -- | ---------------------------------------------------- | ------------- | ---------------------- | --------------------------------------------------------------------- |
| 1  | 忍者の里の危機を救え！                               | 2005年8月20日 | 2005年8月26日、11月3日 | 小川直也、スマイル、ラインバック、ロビンス                            |
| 2  | 思いやりの心を取りもどせ                             | 2005年8月19日 | 2006年12月29日         | 前田健、ヒカリゴケ、フロントストーリー、DA-DA、シンデレラエキスプレス |
| 3  | コミュニケーションの修行はみんなに必要だ！スペシャル | 2008年4月4日  | 再放送なし             | 鈴木浩(ふじまる・元花影流忍者)                                        |

## 出版物
- どうする？ゆうきくん LD・ADHD児童「特別支援教育」のために（2008年2月14日、ISBN 9784140394649）